# Chytriomyces rhizidiomycetis
Chytriomyces rhizidiomycetis är en svampart som beskrevs av Dogma 1983. Chytriomyces rhizidiomycetis ingår i släktet Chytriomyces och familjen Chytridiaceae.   Inga underarter finns listade i Catalogue of Life.